# Antti Kuisma
Antti Sakari Kuisma (ur. 23 lutego 1978 w Jyväskylä) – fiński narciarz, specjalista kombinacji norweskiej, brązowy medalista olimpijski.

## Kariera
Po raz pierwszy na arenie międzynarodowej Antti Kuisma pojawił się w sezonie 1997/1998 Pucharu Świata B. W Pucharze Świata zadebiutował 11 marca 1999 roku w szwedzkim Falun, gdzie zajął 28. miejsce w sprincie. Tym samym już w swoim debiucie zdobył punkty. W sezonie 1998/1999 pojawił się jeszcze kilkakrotnie i ostatecznie zajął 61. miejsce w klasyfikacji generalnej.
Lepsze wyniki osiągał w Pucharze Świata B, zajmując między innymi trzecie miejsce w klasyfikacji generalnej sezonu 1999/2000, czwarte w sezonie 2002/2003 oraz piąte w sezonie 2005/2006. Siedmiokrotnie stawał na podium zawodów tego cyklu, w tym trzykrotnie zwyciężył: 16 stycznia 2001 roku w Val di Fiemme w Gundersenie, 5 grudnia 2001 roku w Taivalkoski w sprincie oraz 10 marca 2006 roku w Vuokatti w Gundersenie. Najlepsze wyniki w Pucharze Świata osiągnął w sezonach 2001/2002 i 2004/2005, kiedy to zajmował 30. miejsce w klasyfikacji generalnej. Jego najlepszym wynikiem w zawodach tego cyklu był piąte miejsce w sprincie, wywalczone 12 lutego 2005 roku w Pragelato.
Wystąpił na trzech dużych imprezach. Pierwszą były Mistrzostwa Świata w Lahti w 2001 roku, gdzie zajął 21. pozycję w sprincie. Cztery lata później reprezentował kraj podczas Mistrzostw Świata w Oberstdorfie. Indywidualnie bardzo dobrze zaprezentował się w zawodach metodą Gundersena, które ukończył na piątym miejscu. Wynik ten zawdzięcza dobrej postawie w biegu, bowiem po skokach zajmował 21. miejsce. W sprincie spisał się znacznie słabiej, plasując się na 25. pozycji. W zawodach drużynowych po skokach Finowie znaleźli się na czwartej pozycji, za Norwegią, Austrią i USA. W biegu wyprzedzili Amerykanów, jednak jeszcze szybsi okazali się reprezentanci Niemiec, którzy zepchnęli Finów z podium. W 2006 roku brał udział w Igrzyskach Olimpijskich w Turynie, gdzie osiągnął największy sukces swojej kariery. Wspólnie z Anssim Koivurantą, Jaakko Tallusem i Hannu Manninenem wywalczył tam brązowy medal. Po skokach drużyna fińska przegrywała z Niemcami, Austrią i Rosją, jednak dobra postawa w biegu umożliwiła Finom wyprzedzenie Rosjan i zdobycie medalu. Ostatecznie stracili tylko 11.5 sekundy do drugich na mecie Niemców. Indywidualnie Kuisma wystąpił tylko w Gundersenie, kończąc rywalizację na 17. miejscu.
Startował do zakończenia sezonu 2007/2008, jednak nie wystąpił już na żadnej dużej imprezie. W 2008 roku postanowił zakończyć karierę.
Po zakończeniu kariery został trenerem kombinacji norweskiej (prowadził m.in. fińską kadrę juniorów).

## Osiągnięcia

### Igrzyska Olimpijskie
| Miejsce | Dzień     | Rok  | Miejscowość | Konkurencja           | Wynik zwycięzcy | Strata      | Zwycięzca     |
| ------- | --------- | ---- | ----------- | --------------------- | --------------- | ----------- | ------------- |
| 17.     | 11 lutego | 2006 | Pragelato   | Gundersen HS106/15 km | 39:44.6 min     | +2:49.2 min | Georg Hettich |
| 3.      | 15 lutego | 2006 | Pragelato   | Sztafeta HS134/4x5 km | 49:52.6 min     | +26.8 s     | Austria       |

### Mistrzostwa świata
| Miejsce | Dzień     | Rok  | Miejscowość | Konkurencja           | Wynik zwycięzcy | Strata      | Zwycięzca       |
| ------- | --------- | ---- | ----------- | --------------------- | --------------- | ----------- | --------------- |
| 21.     | 24 lutego | 2001 | Lahti       | Sprint K-116/7.5 km   | 19:40.3 min     | ?           | Marko Baacke    |
| 5.      | 18 lutego | 2005 | Oberstdorf  | Gundersen HS100/15 km | 38:56.2 min     | +4.0 s      | Ronny Ackermann |
| 4.      | 23 lutego | 2005 | Oberstdorf  | Sztafeta HS137/4x5 km | 49:45.5 min     | +1:09.5 min | Norwegia        |
| 25.     | 27 lutego | 2005 | Oberstdorf  | Sprint HS137/7.5 km   | 20:15.6 min     | +2:35.0 min | Ronny Ackermann |

### Puchar Świata

#### Miejsca w klasyfikacji generalnej
- sezon 1998/1999: 61.
- sezon 1999/2000: 47.
- sezon 2000/2001: 51.
- sezon 2001/2002: 30.
- sezon 2002/2003: 40.
- sezon 2003/2004: 44.
- sezon 2004/2005: 30.
- sezon 2005/2006: 46.
- sezon 2007/2008: 56.

#### Miejsca na podium chronologicznie
Kuisma nigdy nie stanął na podium indywidualnych zawodów Pucharu Świata.

### Puchar Kontynentalny

#### Miejsca w klasyfikacji generalnej
- sezon 1997/1998: 87.
- sezon 1998/1999: 33.
- sezon 1999/2000: 3.
- sezon 2000/2001: 9.
- sezon 2001/2002: -
- sezon 2002/2003: 4.
- sezon 2003/2004: 20.
- sezon 2004/2005: 5.
- sezon 2005/2006: 41.
- sezon 2007/2008: 29.

#### Miejsca na podium chronologicznie
| Nr | Data             | Miejscowość   | Konkurencja           | Wynik zwycięzcy | Pozycja | Strata | Zwycięzca      |
| -- | ---------------- | ------------- | --------------------- | --------------- | ------- | ------ | -------------- |
| 1. | 16 stycznia 2001 | Val di Fiemme | Gundersen K90/15 km   | ?               | 1.      | -      | -              |
| 2. | 10 marca 2001    | Taivalkoski   | Sprint K90/7.5 km     | ?               | 2.      | ?      | Jan Rune Grave |
| 3. | 5 grudnia 2001   | Taivalkoski   | Sprint K90/7.5 km     | ?               | 1.      | -      | -              |
| 4. | 16 grudnia 2001  | Planica       | Sprint K90/7.5 km     | ?               | 3.      | +1.0 s | Petr Šmejc     |
| 5. | 21 stycznia 2004 | Harrachov     | Sprint K90/7.5 km     | ?               | 2.      | +3.4 s | Jochen Strobl  |
| 6. | 9 stycznia 2005  | Pragelato     | Sprint HS140/7.5 km   | ?               | 2.      | +6.8 s | Ivan Rieder    |
| 7. | 10 marca 2006    | Vuokatti      | Gundersen HS100/15 km | ?               | 1.      | -      | -              |

### Letnie Grand Prix

#### Miejsca w klasyfikacji generalnej
- 1999: 32.
- 2000: 37.
- 2001: 14.
- 2002: 40.
- 2007: 43.

#### Miejsca na podium chronologicznie
| Nr | Data             | Miejscowość | Konkurencja      | Wynik zwycięzcy | Pozycja | Strata  | Zwycięzca       |
| -- | ---------------- | ----------- | ---------------- | --------------- | ------- | ------- | --------------- |
| 1. | 26 sierpnia 2001 | Oberhof     | Sprint K120/9 km | ?               | 3.      | +56.2 s | Ronny Ackermann |